# Andrea Karađorđević
Andrea Karađorđević (Bled, 29 giugno 1929 – Irvine, 7 maggio 1990) è stato un principe serbo, terzogenito di Alessandro I di Jugoslavia e di Maria di Romania.

## Biografia

### Giovinezza e primo matrimonio
Orfano nell'infanzia, seguì il fratello Pietro II di Jugoslavia nell'esilio, vivendo a Londra. Sposò il 1º agosto 1956 a Kronberg im Taunus, in Germania, la principessa Cristina Margherita d'Assia-Kassel (1933-2011), con cui ebbe la principessa Tatiana Maria (nata 1957), sposata a Gregory Thune-Larsen (1953) con cui ha avuto due figli, Sonja (1992) e Olga (1995), ed il principe Cristoforo (1960-1994), investito in bicicletta a Glenegedale, in Scozia.

### Secondo e terzo matrimonio
Dopo avere divorziato nel 1962, sposò la principessa Kira di Leiningen (1930-2005), con cui aveva avuto due figli: il principe Carlo Vladimiro (1964), sposatosi con Brigitte Muller con cui ha avuto nel 2001 un figlio, il principe Cirillo di Serbia, e il principe Dimitri (1965). Inoltre Andrea adottò la principessa Lavinia Maria (1961), sua figlia biologica avuta però quand'era ancora sposato con Cristina d'Assia. Kira e Andrea divorziarono nel 1972. Due anni dopo infine sposò Eva Maria Andjelković (1926-2020), da cui non ebbe figli.

### Morte
Il principe Andrea di Iugoslavia si uccise con i gas di scarico della propria auto ad Irvine, in California, il 7 maggio 1990.
Nell'anno 2013 le sue spoglie sono ritornate nel paese natio, e seppellite nella Chiesa di San Giorgio a Oplenac il 26 maggio 2013.

## Ascendenza
|                            |                                      |                                           | Genitori                                   |  |  | Nonni |  |  | Bisnonni                                    |  |  | Trisnonni                   |  |
|                            |                                      |                                           |                                            |  |  |       |  |  | Aleksandar Karađorđević, principe di Serbia |  |  | Principe Karađorđe Petrović |  |
|                            |                                      |                                           |                                            |  |  |       |  |  | Aleksandar Karađorđević, principe di Serbia |  |  | Principe Karađorđe Petrović |  |
|                            |                                      | Jelena Jovanović                          |                                            |  |  |       |  |  | Aleksandar Karađorđević, principe di Serbia |  |  |                             |  |
| Pietro I di Serbia         |                                      |                                           |                                            |  |  |       |  |  | Aleksandar Karađorđević, principe di Serbia |  |  |                             |  |
|                            |                                      | Persida Nenadović                         | Voivoda Jevrem Nenadović                   |  |  |       |  |  |                                             |  |  |                             |  |
|                            |                                      | Persida Nenadović                         | Voivoda Jevrem Nenadović                   |  |  |       |  |  |                                             |  |  |                             |  |
|                            |                                      | Persida Nenadović                         | Jovanka Milovanović                        |  |  |       |  |  |                                             |  |  |                             |  |
| Alessandro I di Jugoslavia |                                      | Persida Nenadović                         |                                            |  |  |       |  |  |                                             |  |  |                             |  |
|                            |                                      | Nicola I del Montenegro                   | Mirko Petrović-Njegoš, Granduca di Grahovo |  |  |       |  |  |                                             |  |  |                             |  |
|                            |                                      | Nicola I del Montenegro                   | Mirko Petrović-Njegoš, Granduca di Grahovo |  |  |       |  |  |                                             |  |  |                             |  |
|                            |                                      | Nicola I del Montenegro                   | Anastasija Martinović                      |  |  |       |  |  |                                             |  |  |                             |  |
| Zorka del Montenegro       |                                      | Nicola I del Montenegro                   |                                            |  |  |       |  |  |                                             |  |  |                             |  |
|                            |                                      | Milena Vukotić                            | Voivoda Petar Šćepanov Vukotić             |  |  |       |  |  |                                             |  |  |                             |  |
|                            |                                      | Milena Vukotić                            | Voivoda Petar Šćepanov Vukotić             |  |  |       |  |  |                                             |  |  |                             |  |
|                            |                                      | Milena Vukotić                            | Jelena Voivodić                            |  |  |       |  |  |                                             |  |  |                             |  |
| Andrea di Jugoslavia       |                                      | Milena Vukotić                            |                                            |  |  |       |  |  |                                             |  |  |                             |  |
|                            | Leopoldo di Hohenzollern-Sigmaringen | Carlo Antonio di Hohenzollern-Sigmaringen |                                            |  |  |       |  |  |                                             |  |  |                             |  |
|                            | Leopoldo di Hohenzollern-Sigmaringen | Carlo Antonio di Hohenzollern-Sigmaringen |                                            |  |  |       |  |  |                                             |  |  |                             |  |
|                            | Leopoldo di Hohenzollern-Sigmaringen | Giuseppina di Baden                       |                                            |  |  |       |  |  |                                             |  |  |                             |  |
| Ferdinando I di Romania    | Leopoldo di Hohenzollern-Sigmaringen |                                           |                                            |  |  |       |  |  |                                             |  |  |                             |  |
|                            |                                      | Antonia di Portogallo                     | Ferdinando II del Portogallo               |  |  |       |  |  |                                             |  |  |                             |  |
|                            |                                      | Antonia di Portogallo                     | Ferdinando II del Portogallo               |  |  |       |  |  |                                             |  |  |                             |  |
|                            |                                      | Antonia di Portogallo                     | Maria II di Portogallo                     |  |  |       |  |  |                                             |  |  |                             |  |
| Maria di Romania           |                                      | Antonia di Portogallo                     |                                            |  |  |       |  |  |                                             |  |  |                             |  |
|                            |                                      | Alfredo di Sassonia-Coburgo-Gotha         | Alberto di Sassonia-Coburgo-Gotha          |  |  |       |  |  |                                             |  |  |                             |  |
|                            |                                      | Alfredo di Sassonia-Coburgo-Gotha         | Alberto di Sassonia-Coburgo-Gotha          |  |  |       |  |  |                                             |  |  |                             |  |
|                            |                                      | Alfredo di Sassonia-Coburgo-Gotha         | Vittoria del Regno Unito                   |  |  |       |  |  |                                             |  |  |                             |  |
| Maria di Edimburgo         |                                      | Alfredo di Sassonia-Coburgo-Gotha         |                                            |  |  |       |  |  |                                             |  |  |                             |  |
|                            |                                      | Maria Aleksandrovna di Russia             | Alessandro II di Russia                    |  |  |       |  |  |                                             |  |  |                             |  |
|                            |                                      | Maria Aleksandrovna di Russia             | Alessandro II di Russia                    |  |  |       |  |  |                                             |  |  |                             |  |
|                            |                                      | Maria Aleksandrovna di Russia             | Maria d'Assia e del Reno                   |  |  |       |  |  |                                             |  |  |                             |  |
|                            |                                      | Maria Aleksandrovna di Russia             |                                            |  |  |       |  |  |                                             |  |  |                             |  |